# Мочі

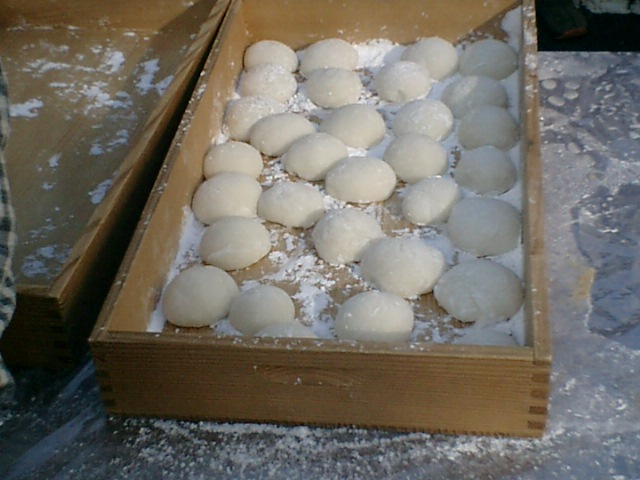
Круглі мочі

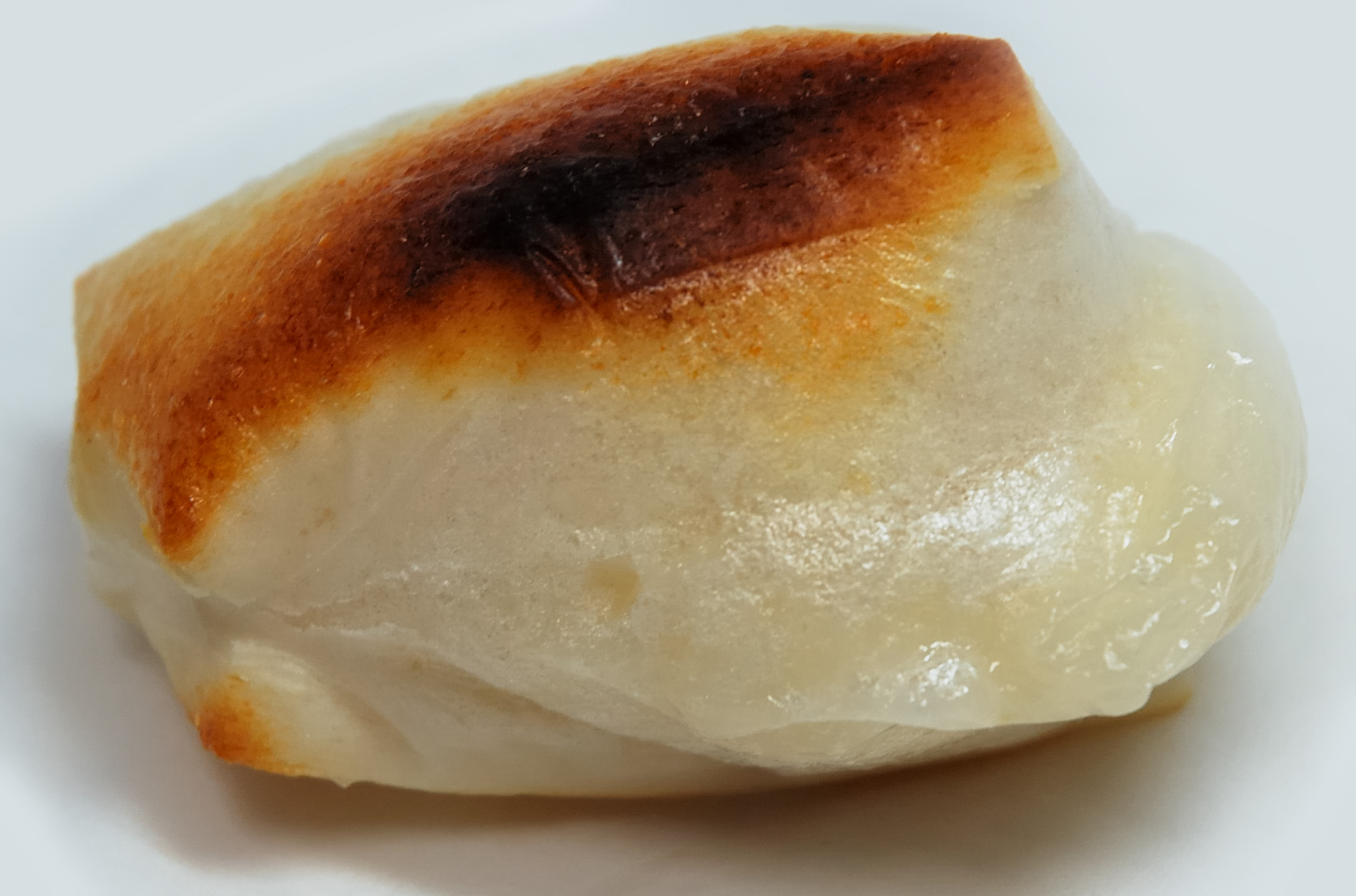
Смажений мочі

Мочі (яп. 餅 або яп. もち, [mot͡ɕi], моці, мочі) — традиційна святкова страва японської кухні, різновид японських солодощів. Тістечка або коржики, виготовлені зі спеціального м'якого і клейкого сорту рису мочіґоме. Рис перетирають в ступі в клейку масу, після чого надають необхідної форми. Різняться за розмірами, формою, смаком тощо. Споживаються протягом всього року, особливо на свята, зокрема на японський Новий рік (яп. 正 月, «шьоґацу», shōgatsu). Урочиста церемонія приготування святкової страви називається мочіцукі. Схожі ласощі існують у країнах Східної та Південно-Східної Азії, а також на Гаваях. Інші назви — «рисів'яник», «рисове тістечко» (калька з англ. rice cake) тощо.

## Приготування
За традицією, мочі роблять з рису за допомогою ручної обробки. Спосіб приготування мочі складається з таких дій:
1. Шліфований м'який рис замочують на ніч і варять.
2. Варений рис товчуть дерев'яним молотом у ступі. В цьому процесі зайняті дві людини, які по черзі змінюють одна одну. Один із кухарів товче рис, а інший помішує і змочує його. Вони повинні працювати в дуже чіткому постійному ритмі, інакше один з них може травмувати іншого важким молотом.
3. Після цього липкій масі надають певну форму (зазвичай сферичну чи кубічну).

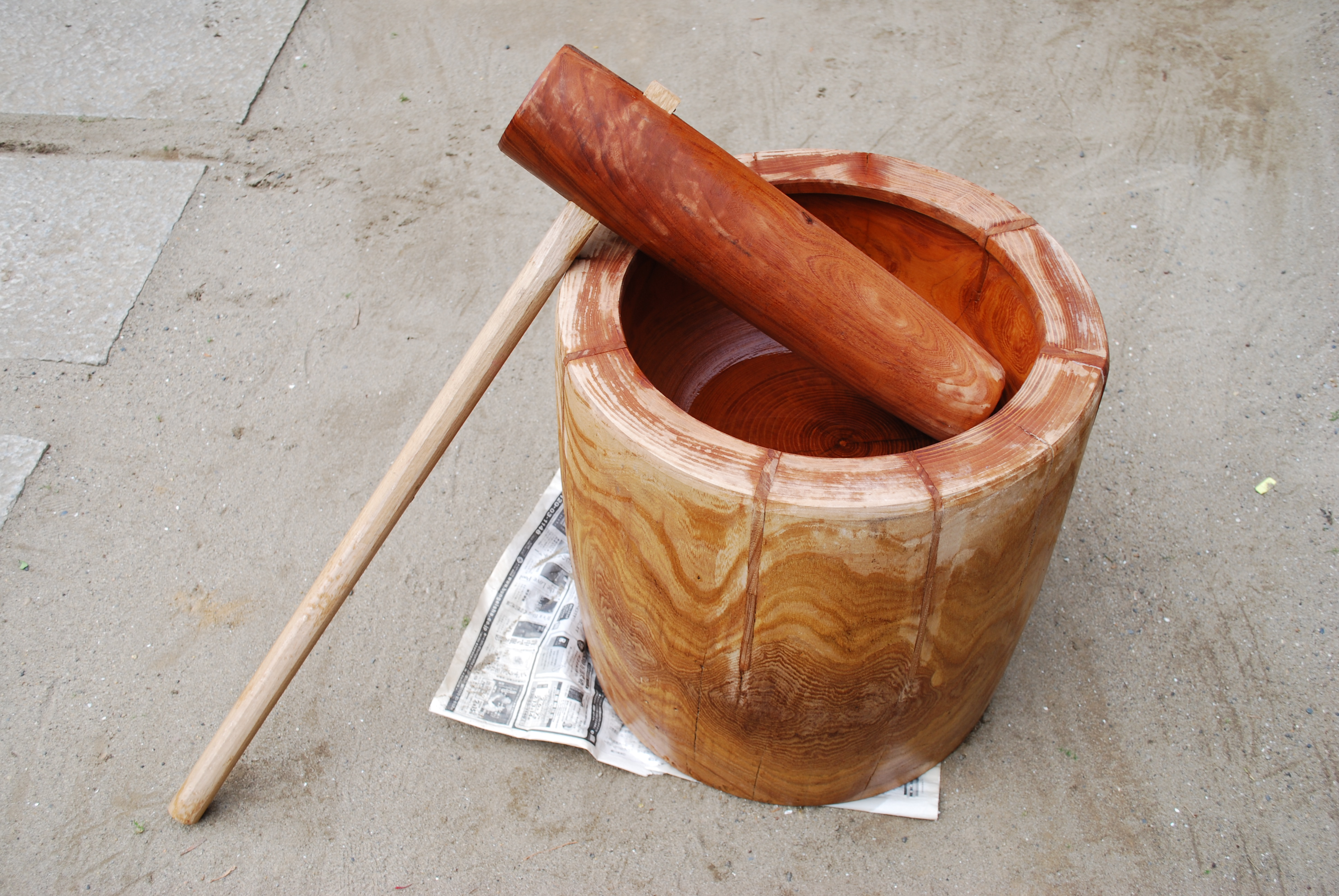
Ступа і молот-товкач
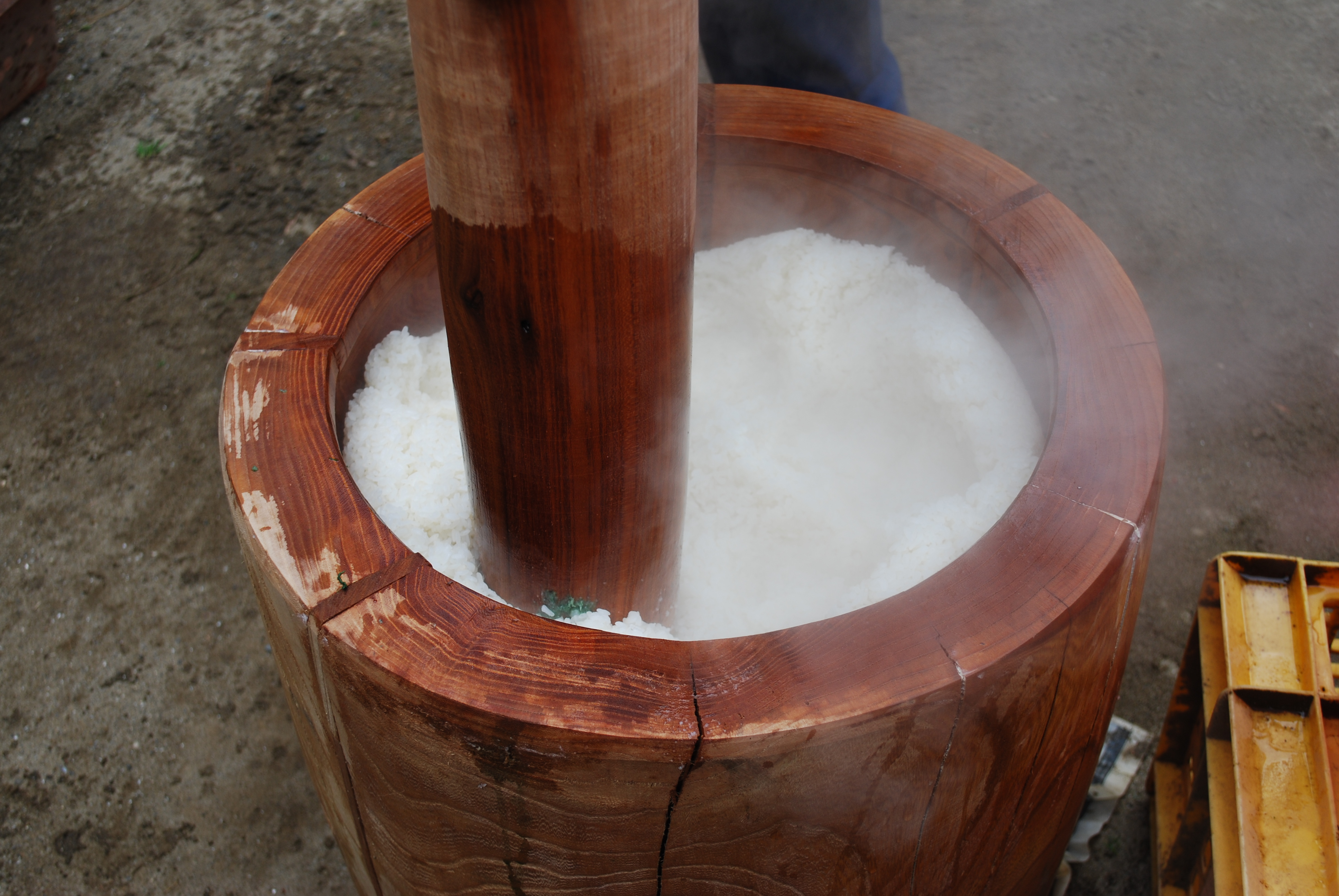
Збивання рису
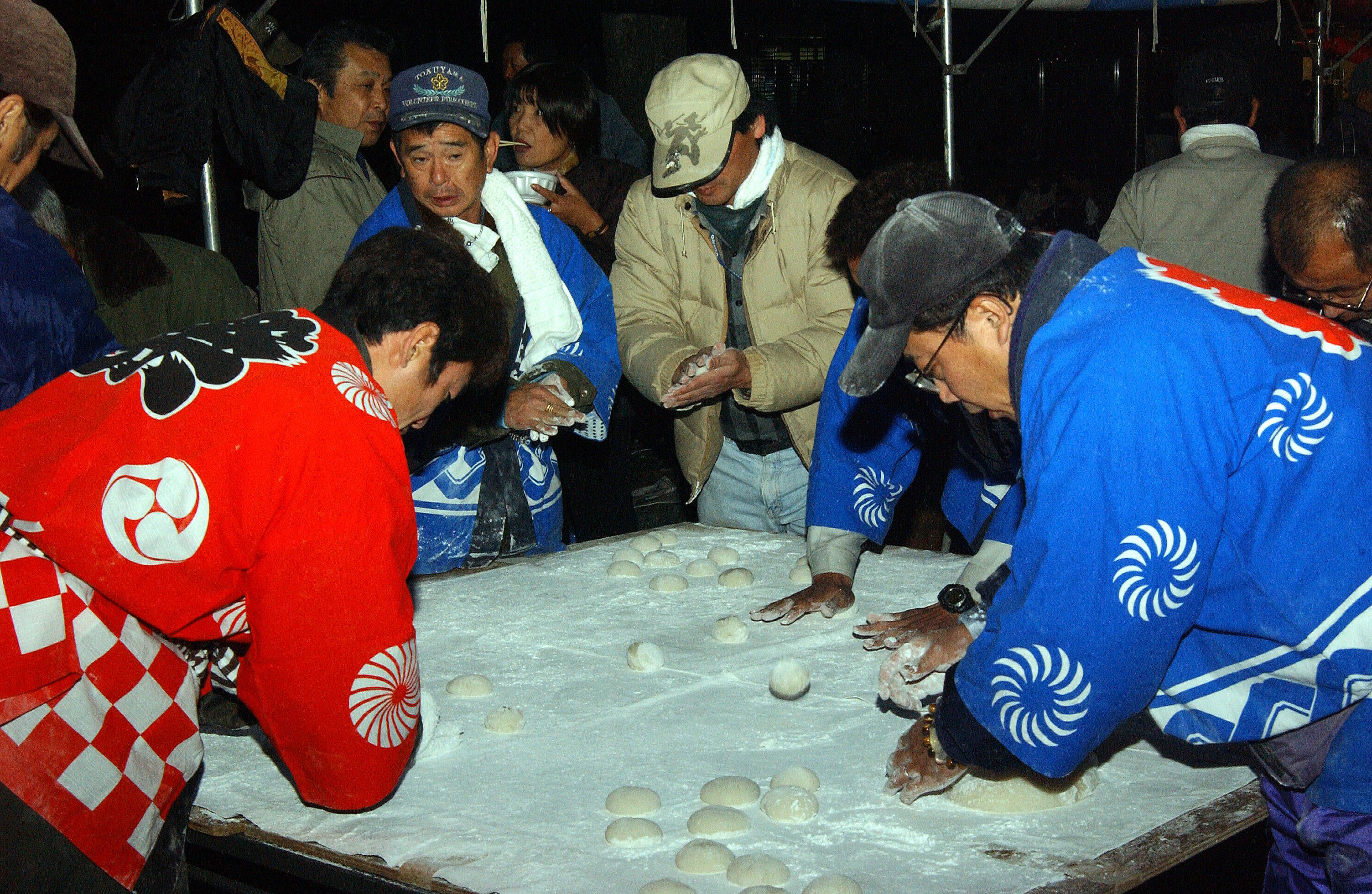
Ліплення мочі
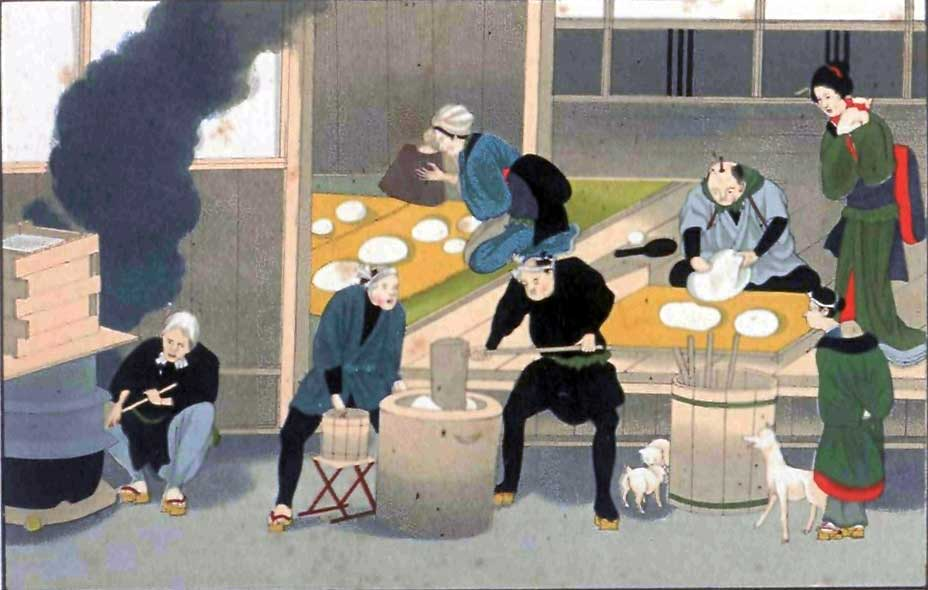
Приготування мочі

Мочі можна приготувати з борошна і солодкого рису мочіко. Борошно змішують з водою до отримання липкої непрозорої білої маси. Далі цю масу готують в звичайній або мікрохвильовій печі до пружного напівпрозорого стану.

## Використання

### Кондитерські вироби

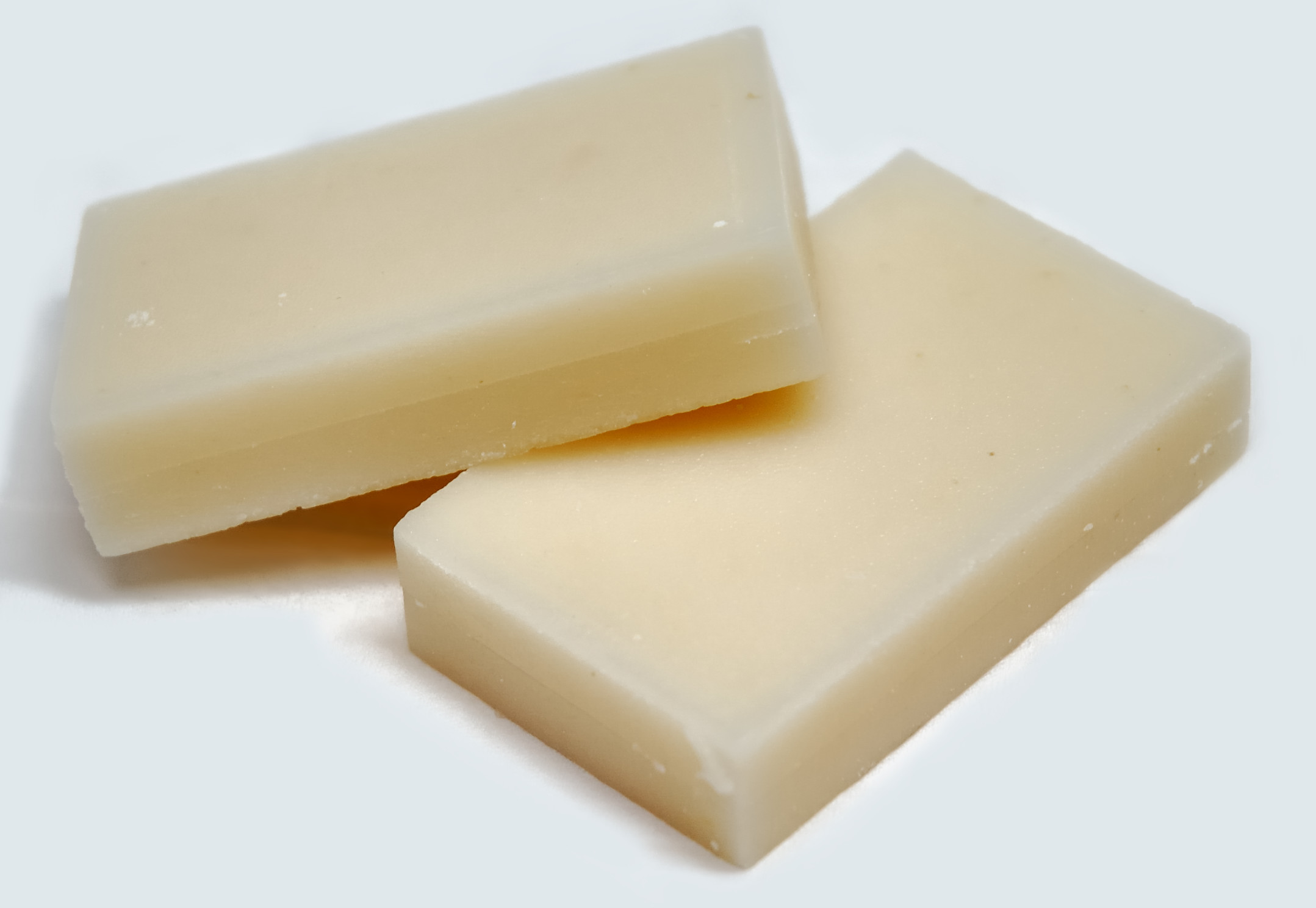
Кірімочі

З мочі роблять багато видів традиційних японських солодощів (ваґаші і мочіґаші). Наприклад, дайфуку — це м'який круглий мочі із солодкою начинкою, наприклад пастою з червоної (ан) або білої (шіро ан) квасолі. Ічіго дайфуку має полуничну начинку.
Травяні мочі (куса-мочі) — вид мочі зеленого кольору зі смаком пижмо (йомогі). Дайфуку, зроблену з куса мочі, називають йомогі дайфуку.
Клейний рис (мочіґоме), який використовують для приготування, в тому числі і японських десертів, дуже популярний у Південно-Східній Азії продукт. З нього готують багато страв, зокрема сноу-скін мункейки. Якщо мочі має форму морського камінчика, то мункейки більше схожі на вагаші. Вважається, що мункейк — це удосконалений варіант вагаші, оскільки у японських солодощів обмежений набір начинок, а мункейки сьогодні налічують сотні різновидів.

### Морозиво
Невеликі кульки морозива загортають у мочі і отримують морозиво-мочі. В Японії цей продукт випускається корпорацією Lotte під назвою «Юкімі дайфуку» (яп. 雪見だいふく, «сніговий дайфуку»). В США також продається подібне морозиво зі смаком шоколаду, манго, кокоса, зеленого чаю, кави, ванілі або полуниці.

### Супи
- Ошіруко або одзендзаї — солодкий суп з бобів адзукі і шматочків мочі. Його японці їдять для того, щоб зігрітися
- Тікара удон (означає «удон сили») — суп, до складу якого входить локшина удон (товста локшина з пшеничного борошна, популярна в Японії) і підсмажений мочі.

### Новорічні страви
- «Мочі-дзеркальце» (яп. 鏡餅, каґамі мочі) — новорічна прикраса, яку традиційно ламають і їдять в ході ритуалу Кагамі біракі («відкриття дзеркал»).

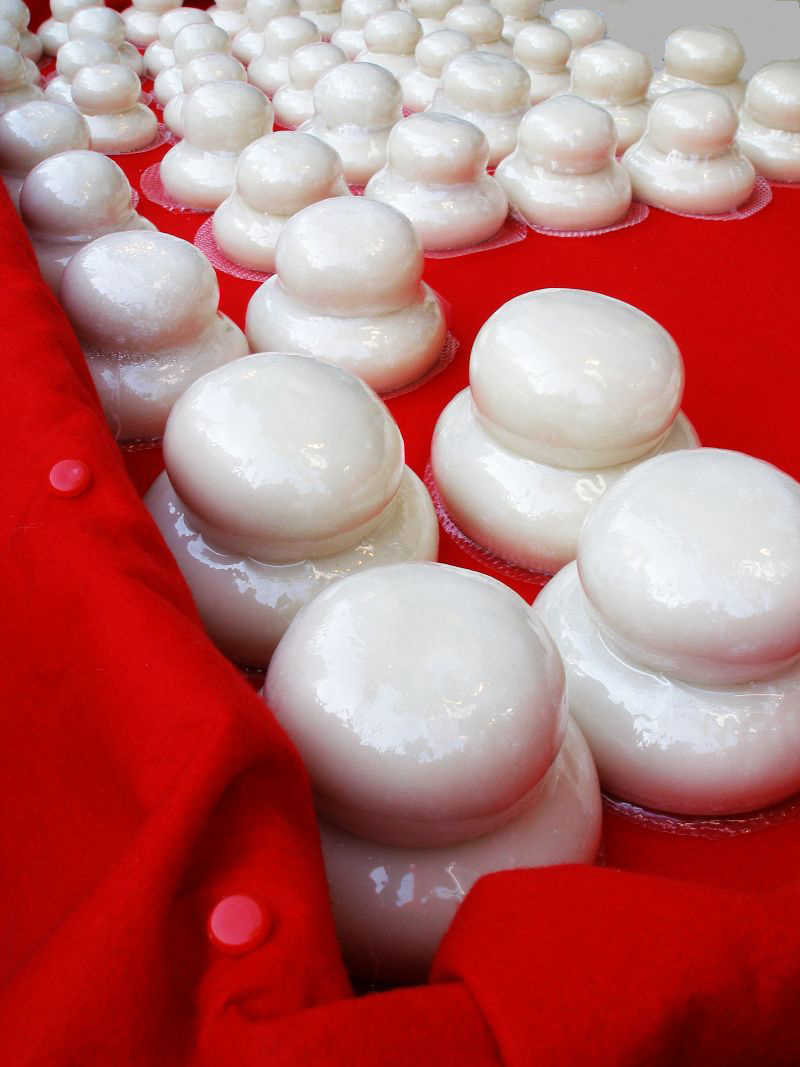
Мочі-дзеркальця
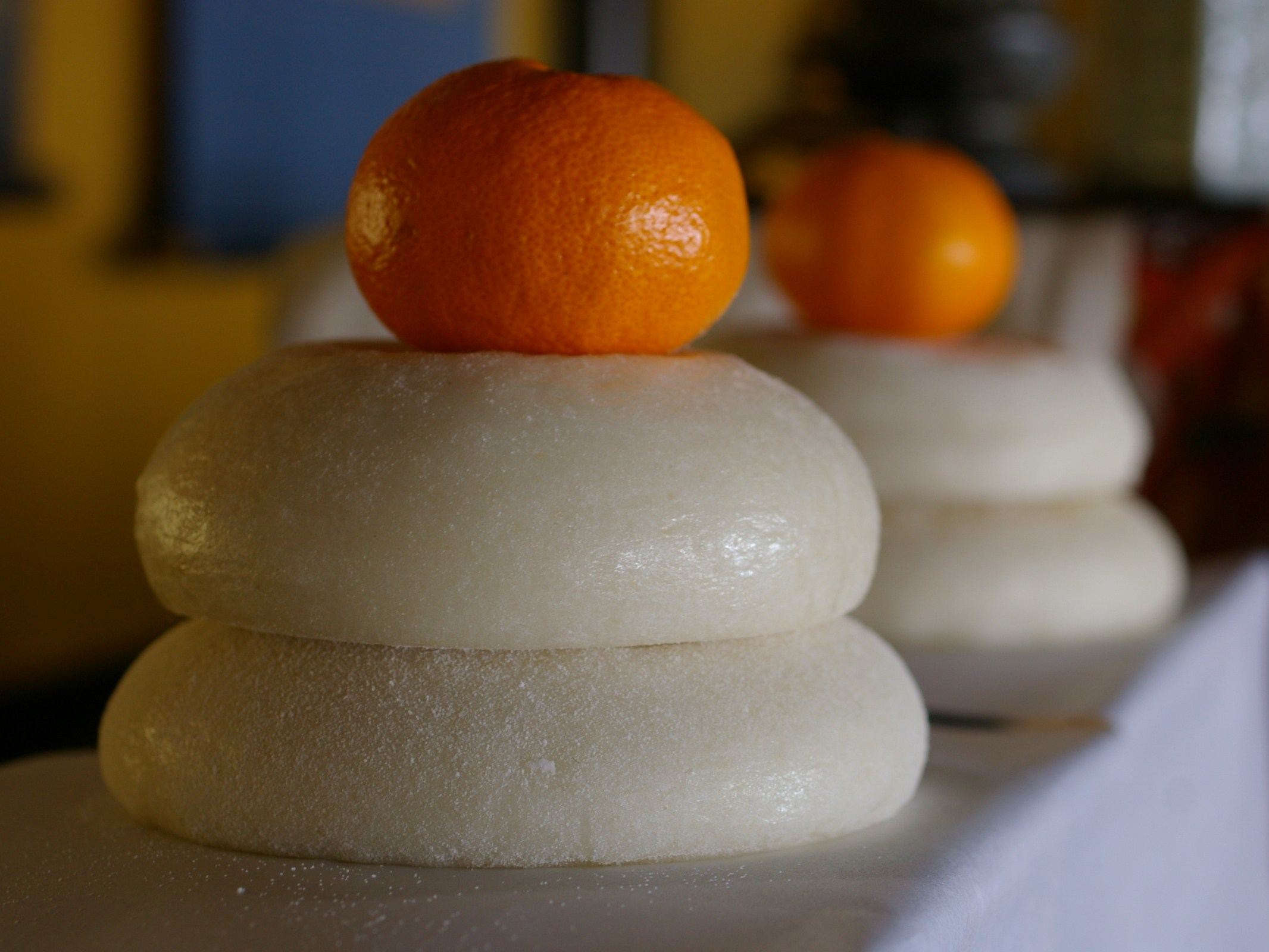
Мочі-дзеркальця
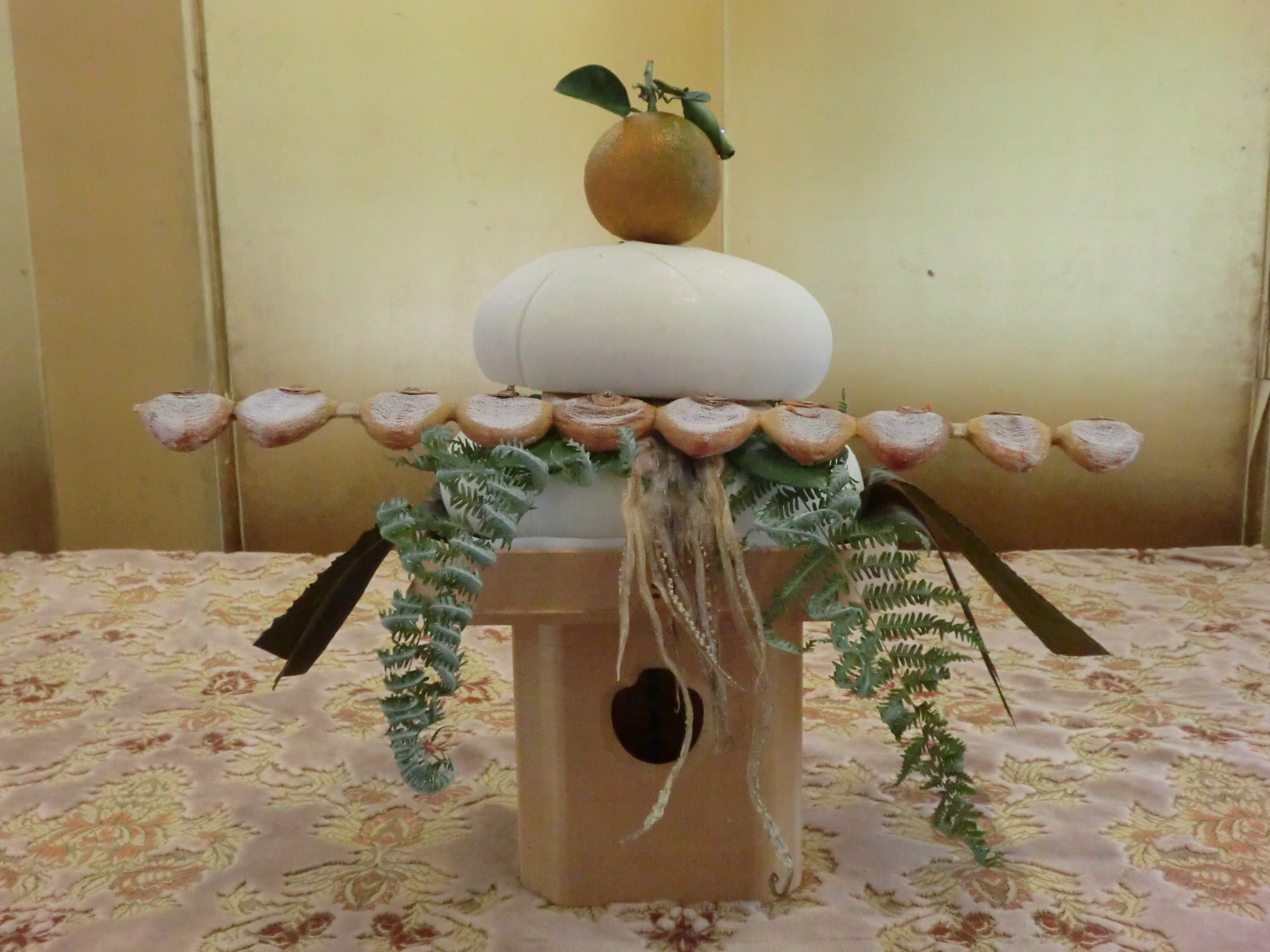
Мочі-дзеркальця
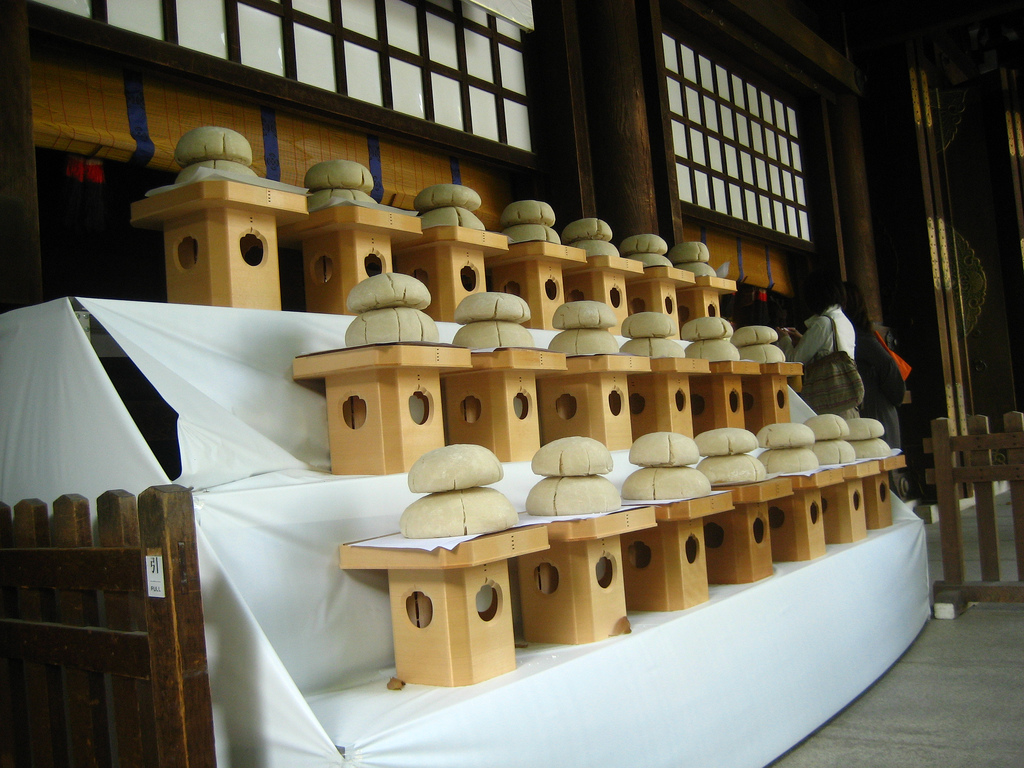
Мочі-дзеркальця

- До складу супу дзоні входять мочі, різноманітні овочі, такі як колоказія (таро), морква, восковник, а також червоний і білий камабоко. Цей суп також популярний на Новий рік.
- Вважається, що вживання борошняних мочі (кінако мочі) на Новий рік приносить вдачу. Цей вид мочі готують, обсмажуючи їх на вогні або в печі, а потім занурюючи в воду. Після цього шматочки покривають тонким шаром соєвого борошна (кінако) з цукром.

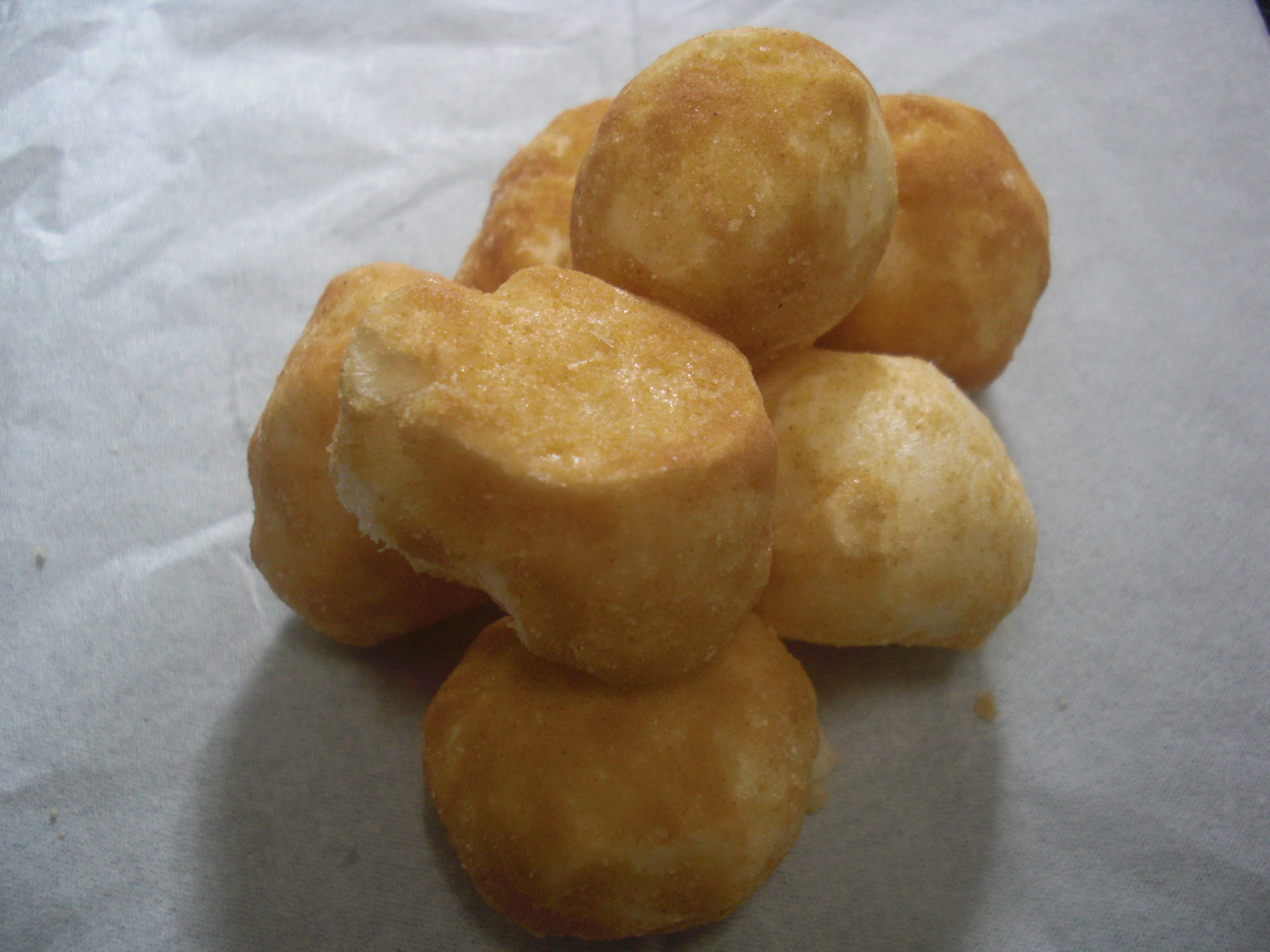
Борошняні мочі
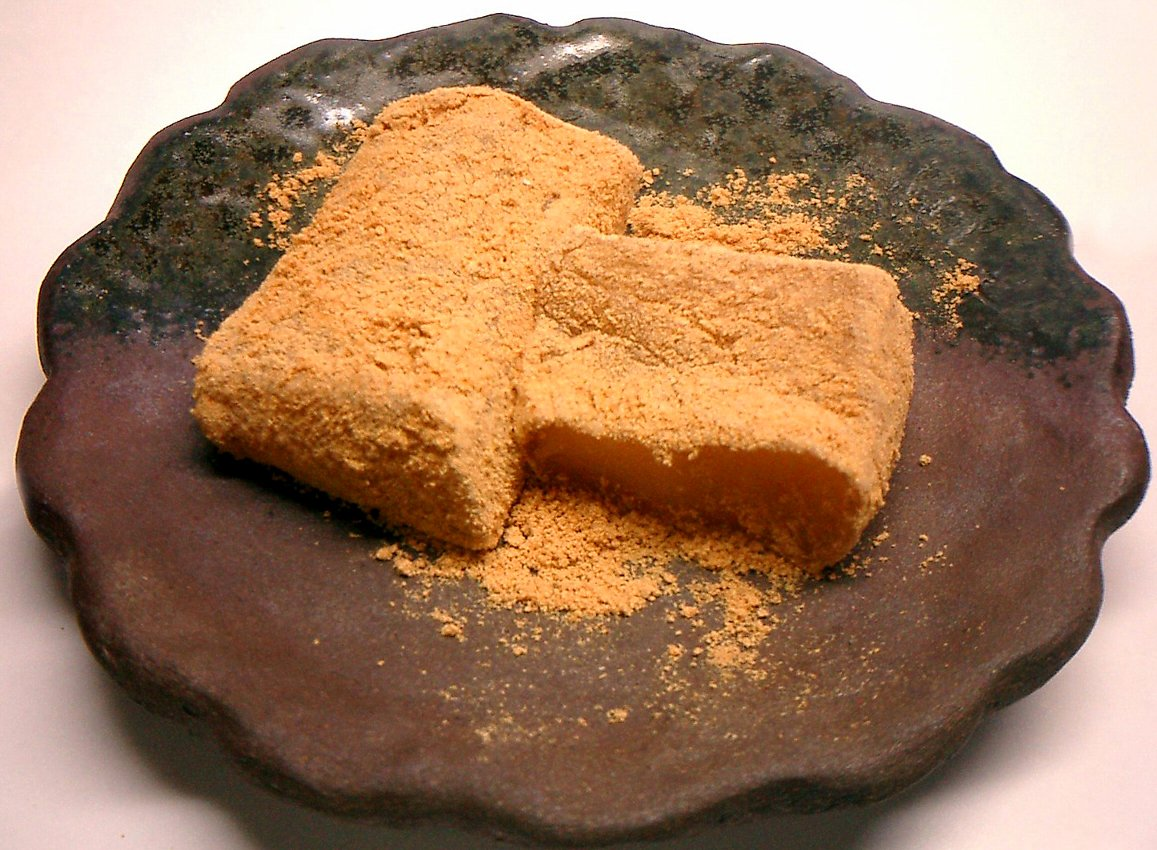
Борошняні мочі
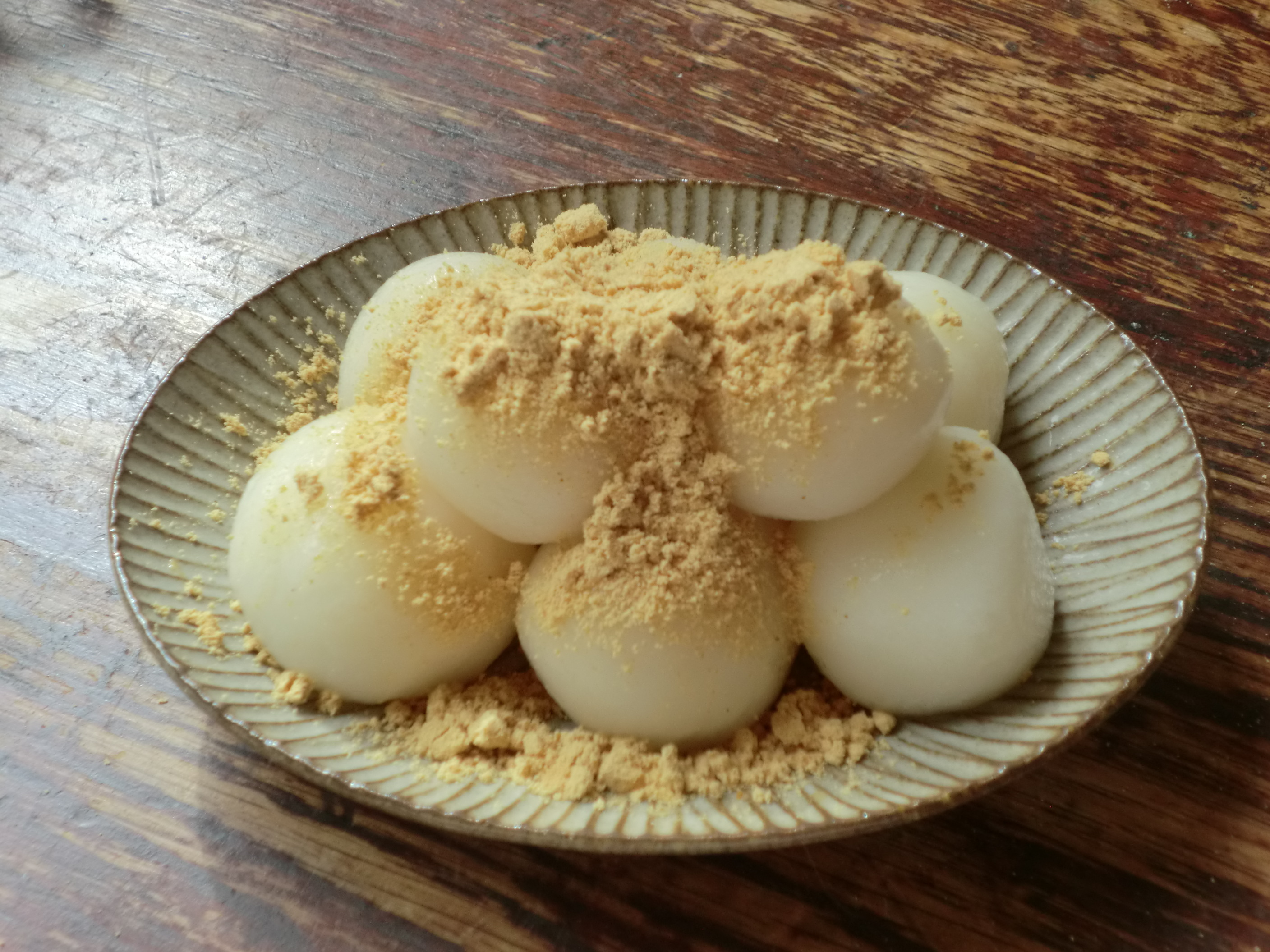
Борошняні мочі
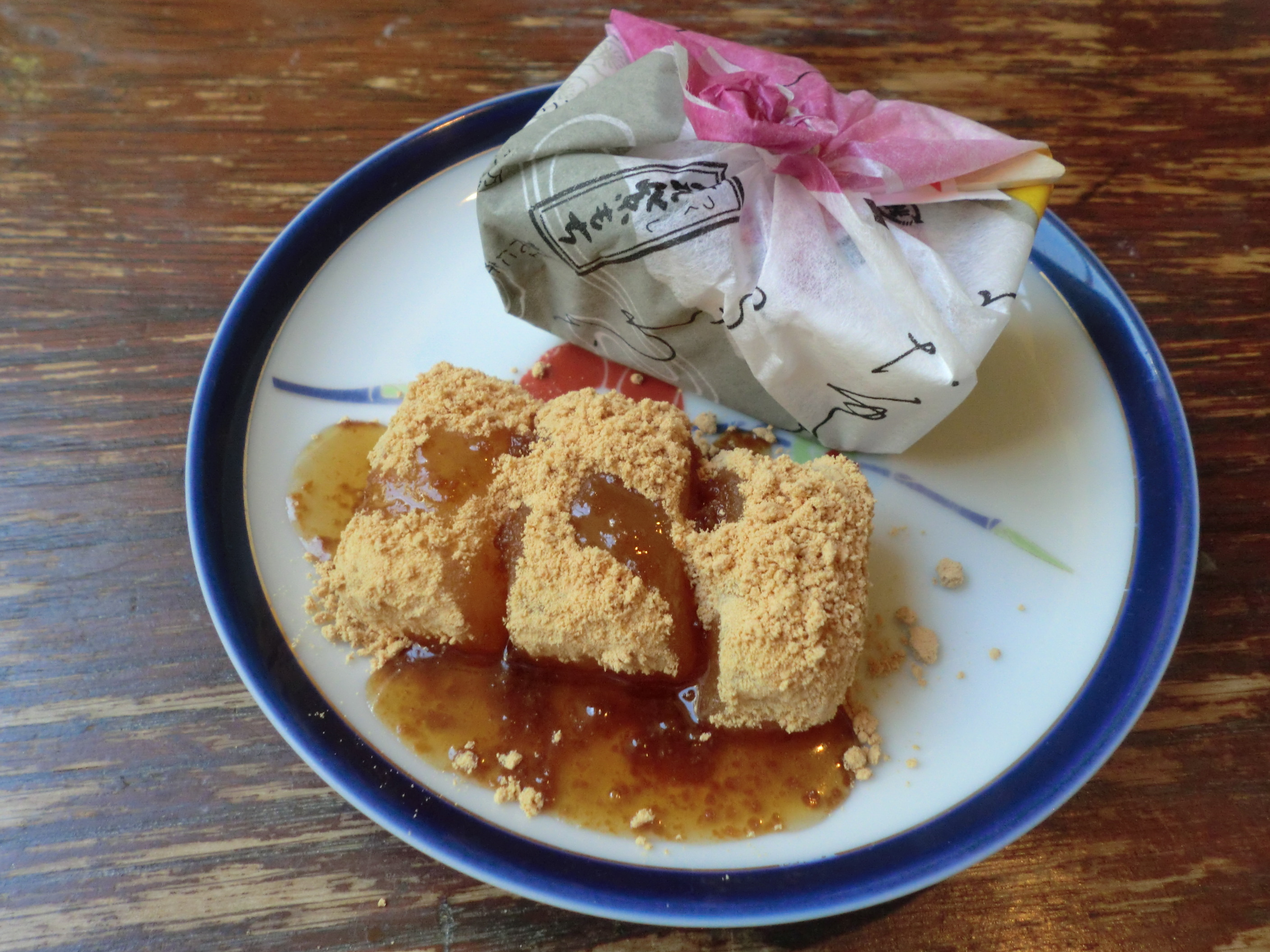
Борошняні мочі

## Різне

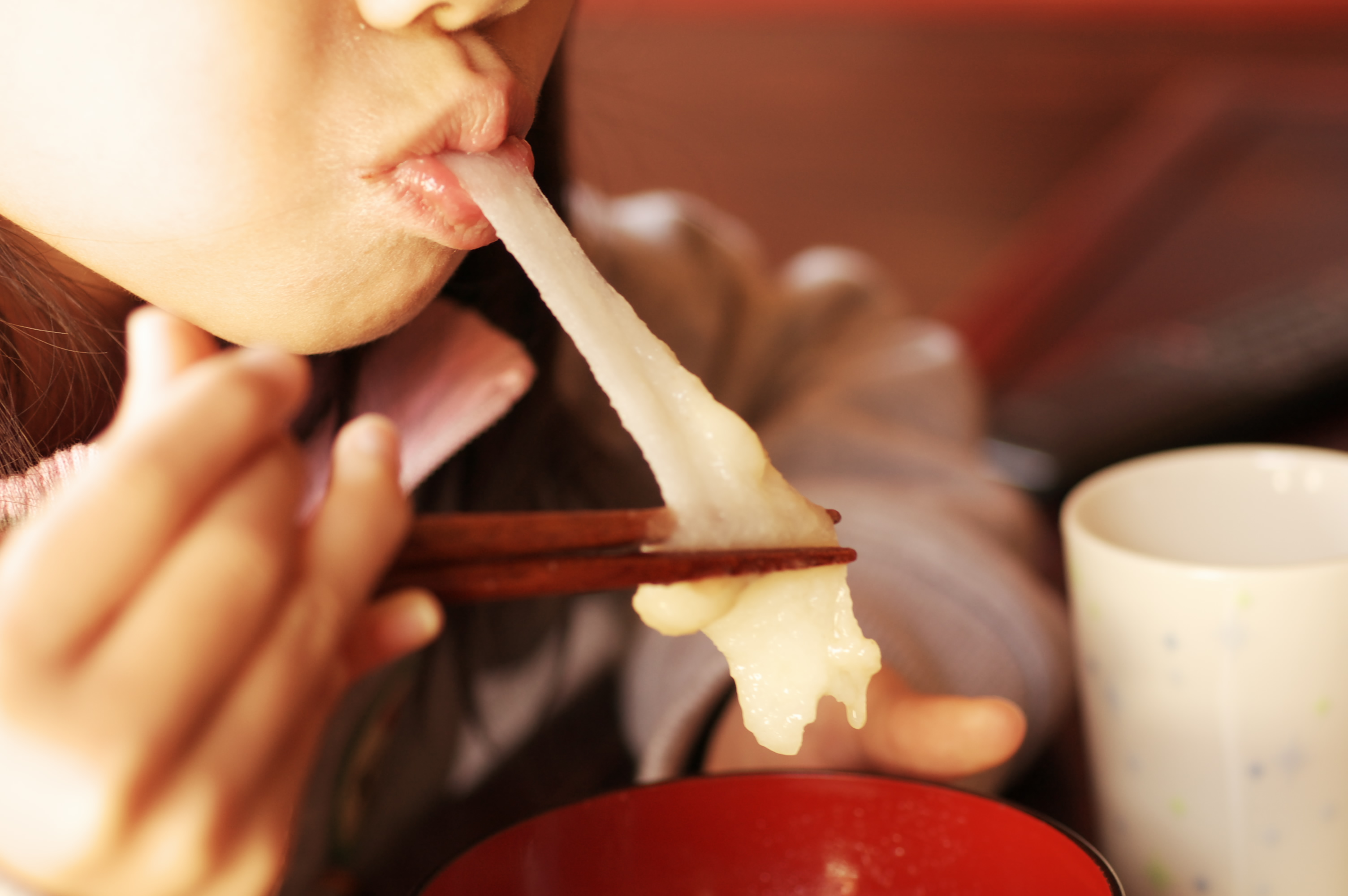
Суп дзоні з мочі

- Данґо — кульки, які подаються з соусом, і виготовляються з борошна з рису сорту мочіґоме.
- Варабімочі — схожі на желе солодощі, які роблять з крохмалю із папороті і покривають соєвим борошном (кінако) з цукром. Ці ласощі популярні влітку, їх часто продають з фургонів.
- Нещодавно були придумані нові солодощі — моффлес (вафлі з обсмаженого мочі). Ці солодощі можна приготувати як в спеціальних агрегатах, так і в звичайних вафельницях.
- Філіппінський млинець палітау походить від японського мочі. Відрізняється додаванням насіння кунжуту.
- Щорічно під час новорічних свят в Японії гине декілька літніх людей і дітей, які душаться мочі.